# میدان خیام
میدان خیام یکی از میدان‌های شهری نیشابور است که در مرکز آن سنگ یادبود اولیه آرامگاه خیام نصب شده‌است. این بنای یادبود ابتدا در جنب آرامگاه محمد محروق قرار داشت پس از ساخت بنای جدید در دوره پهلوی دوم سنگ بنای اولیه در میدان خیام نصب شد. فریدون گرایلی بر این باور بود که محدوده کنونی این میدان قبرستان عمومی نیشابور در دوره صفویه و دروازه مشهد بوده‌است.
دراوایل دورهٔ پهلوی، در سال ۱۳۱۳ هـ. ش همزمان با برپائی جشن هزارهٔ فردوسی انجمن آثار ملی آرامگاهی مشتمل بر سکویی چهارگوش و ساختمان سنگی روبازی در محل غرفهٔ قبر عمر خیام در جنب آرامگاه محمد محروق ایجاد نمود. آرامگاه عبارت بود از دو ایوان بالا و پائین و دیوار کوتاه سنگی از سنگ خلج که دراطراف محل قبر و روی قبر که سه یا چهار متر ازدیوار بقعه فاصله داشت بکار رفته بود؛ و نیز یک ستون سنگی بهمراه یک رباعی از ملک الشعرای بهار با خط خوش بر آن نقش کردند ولی پس از چند سال این بنای یادبود جمع‌آوری و در وسط میدان خیام نیشابور روبروی دبیرستان خیام نصب شد.
سنگ یادبود اولیه آرامگاه خیام مربوط به دوره پهلوی اول است و اکنون در نیشابور، در این میدان واقع شده و این اثر در تاریخ ۱۳۸۲/۰۵/۰۷ با شمارهٔ ثبت ۹۲۷۰ به‌عنوان یکی از آثار ملی ایران به ثبت رسیده‌است.
کل فضای سبز این میدان ۱۸۰۸ متر مربع است که ۱۷۳۷ متر چمن وذباقی فضای باغچه‌ها می‌باشد. آبنماهایی نیز به مساحت ۱۶۴٫۴۸ متر در این میدان قرار دارد.
میدان خیام از طرف شمال به خیابان علی‌اف و مسیح مسیر دارد و خیابان امام خمینی نیز ار دو طرف شرق و غرب آن می‌گذرد. همچنین در طرف جنوب این میدان دبیرستان خیام و کاروانسرای شاه عباسی نیشابور قرار دارد.